# Stoby kyrka
Stoby kyrka är en kyrkobyggnad som från 2014 tillhör Hässleholms församling i Lunds stift. Den ligger i Stoby samhälle fem kilometer norr om Hässleholm.

## Kyrkobyggnaden
Stenkyrkan uppfördes i romansk stil under 1100-talet och består av ett långhus med ett lägre och smalare kor samt en halvrund absid i öster. Under 1400-talet försågs innertaket med valv, men av dessa är endast korvalvet bevarat. Senare under 1600-talet förlängdes långhuset kraftigt mot väster. 1836 tillbyggdes Nykyrkan som är en bred korsarm åt norr. Kyrktornet uppfördes 1854 av tegel och försågs med trappgavlar efter ritningar av Johan Fredrik Åbom.

## Interiör
I koret och absiden finns kalkmålningar från omkring 1225 samt från omkring 1500 av Everlövsmästaren. Korets glasmålningar tillkom under 1930-talet och är utförda av Hugo Gehlin. Målningen i det stora korfönstret mot söder har motivet evangelisterna. Målningen i det lilla korfönstret mot norr har motivet Jesu dop.

## Inventarier
- Predikstolen i renässansstil är från 1592.
- Dopbordet av trä samt tillhörande dopfat i mässing är från 1600-talet. Dopbordet står på lejonfötter.
- En rikt snidad och förgylld altaruppsats härstammar från kung Kristian IV:s tid och bär hans namnchiffer. I mitten finns en oljemålning som skildrar nattvardens instiftande.

### Orgel
- 1860 byggde Sven Löfqvist, Stoby en orgel med 10 stämmor.
- Den nuvarande orgeln byggdes 1940 av A. Mårtenssons Orgelfabrik AB, Lund och är en pneumatisk orgel. Orgeln har fria kombinationer, fasta kombinationer, automatisk pedalväxling och registersvällare.

| Huvudverk I   | Svällverk II        | Pedal        | Koppel   |
| Principal 8'  | Gedackt 8´          | Subbas 16´   | I/P      |
| Rörflöjt 8'   | Spetsgamba 8'       | Principal 8´ | II/P     |
| Oktava 4'     | Principal 4'        |              | II/I     |
| Oktava 2'     | Täckflöjt 4'        |              | I 4'/I   |
| Mixtur 4 chor | Gemshorn 2'         |              | II 16'/I |
| Corno 8'      | Sesquialtera 2 chor |              | II 4'/I  |
|               | Crescendosvällare   |              |          |

### Webbkällor
- Åsbo Släkt- och Folklivsforskare
- Om Stoby kyrka på Skåne.com[död länk]
- Wikimedia Commons har media som rör Stoby kyrka.